# Ministère des Travaux publics et de l'Approvisionnement
Le ministère des Travaux publics et de l'Approvisionnement est un ancien ministère du gouvernement du Québec, en activité de 1973 à 1984. Il était chargé de faire tous les travaux publics relevant du gouvernement, à l'exception de ceux liés à la voirie et de pourvoir aux besoins en matière d'acquisitions de biens meubles et immeubles.

## Mission
Lors de sa constitution, le ministère des Travaux publics et de l'Approvisionnement fait partie de la mission gouvernementale et administrative du gouvernement du Québec et est chargé,:
- De l'achat et location des espaces requis par l'État ;
- La construction des édifices gouvernementaux ainsi que leur aménagement ;
- L'opération et l'entretien des locaux et édifices ;
- La fourniture des organismes gouvernementaux en mobilier, équipements et fournitures.

Le ministère était, lors de sa dissolution, responsable de plusieurs lois:
- La Loi des travaux publics ;
- La Loi de la Société de développement immobilier du Québec (chargée de l'exploitation de la Place Desjardins à Montréal et du projet de palais des congrès de Montréal) ;
- La Loi sur la Société immobilière du Québec.

## Historique
Le ministère des Travaux publics et de l'Approvisionnement est institué le 1er avril 1973 lorsque le projet de loi 222 entre en vigueur, après avoir reçu sanction royale le 14 mars 1973. La loi constitutive du ministère le sépare du ministère de la Voirie qui est lui-même fondu dans le ministère des Transports. Le nouveau ministère remplace l'ancien ministère des Travaux publics ainsi que le Service des achats du gouvernement (anciennement géré par le ministère de l'Industrie et du Commerce) dont les effectifs et budgets sont transférés au ministère nouvellement créé. 
Dans sa première année (1973-1974) le ministère est pourvu d'un budget de 80,9 millions de dollars (soit environ 487,2 $ millions en 2023 en tenant compte de l'inflation).
Le Service des achats du gouvernement devient un service autonome distinct du ministère à partir du 1er avril 1984 qui relève dès lors du président du Conseil du trésor et ministre délégué à l'Administration.
Le ministère est aboli le 1er octobre 1984 et remplacé par la Société immobilière du Québec. Le ministère employait alors 1 359 personnes.

### Liste des titulaires
- Maurice Tessier (11 avril 1973–25 septembre 1973[Note 1])
- Raymond Mailloux (13 novembre 1973–30 juillet 1975)
- William Tetley (30 juillet 1975–26 novembre 1976)
- Lucien Lessard (26 novembre 1976–6 juillet 1977)
- Jocelyne Ouellette (6 juillet 1977–30 avril 1981)
- Alain Marcoux (30 avril 1981–1er octobre 1984)